# Schilling (Familienname)
Schilling ist ein Familienname.

## Namensträger

### A
- Adam Schilling (1566–1637), kursächsischer Maler
- Adolf von Schilling (1834–1915), preußischer Offizier
- Adolf Schilling (Ingenieur) (1875–1942), deutscher Ingenieur und Hochschullehrer
- Adolf Schilling (Politiker) (* 1938), deutscher Politiker, Landrat
- Adolf Schilling-Bardeleben (1910–1999), deutscher Journalist
- Albert Schilling (1904–1987), Schweizer Bildhauer
- Alexander Schilling (* 1969), deutscher Theaterregisseur
- Alexander Schilling-Schletter († nach 1963), österreichischer Steuerrechtsexperte und nationalsozialistischer Publizist und Aktivist (DNSAP)
- Alfons Schilling (1934–2013), Schweizer Künstler
- Alfred Schilling (1856–1924), deutscher Büchsenmacher und Unternehmensgründer
- Andreas Schilling (Mediziner), deutscher Mediziner
- Andreas Schilling (* 1957), deutscher Komponist und Kontrabassist
- Andreas Schilling (Handballspieler) (* 1963), deutscher Handballspieler und Manager
- Andreas Schilling (Triathlet) (* 1991), dänischer Triathlet
- Anna Schilling (* 1981), deutsche Journalistin
- Annika Schilling (* 1984), deutsche Schauspielerin
- Arndt Schilling (* 1972), deutscher Mediziner und Hochschullehrer
- Árpád Schilling (* 1974), ungarischer Theaterregisseur
- August Schilling (1815–1886), österreichischer Dichter

### B
- Bernhard Schilling (1914–1992), deutscher Ordensgeistlicher, Apostolischer Vikar von Goroka
- Bernd Schilling (* vor 1967), deutscher Geologe
- Bernhard Schilling (1890–1945), deutscher Mathematiker
- Bernhard Schilling (Architekt) (1938–2021), deutscher Architekt
- Bertram Schilling (1971–2023), deutscher Maler
- Birgit Schilling (* 1966), deutsche Badmintonspielerin
- Birgit Schilling (Autorin), deutsche Entwicklungshelferin, Supervisorin und Autorin
- Bobby Schilling (1964–2021), US-amerikanischer Politiker
- Bruno Schilling (1798–1871), deutscher Rechtswissenschaftler
- Burkhardt Schilling (1888–1957), deutscher Pädagoge

### C
- Cameron Schilling (* 1988), US-amerikanischer Eishockeyspieler
- Carl Schilling (Nautiker) (1857–1932), deutscher Nautiker
- Carl von Schilling (1873–1954), deutscher Jurist
- Carl Schilling (Steinmetz) (1876–1939), deutscher Steinmetz und Architekt
- Carl Philipp Schilling (1855–1924), deutscher Maler
- Christian Schilling (Maler) (17./18. Jahrhundert), sächsischer Maler
- Christian Schilling (Fußballspieler, 1879) (1879–1955), deutscher Fußballspieler
- Christian Schilling (Fußballspieler, 1981) (* 1981), österreichischer Fußballspieler
- Christian Schilling (Fußballspieler, 1992) (* 1992), österreichischer Fußballspieler
- Christian Schwarz-Schilling (* 1930), deutscher Politiker (CDU), MdL, MdB
- Christoph Schilling († 1583), deutscher Humanist, Pädagoge und Mediziner
- Claudia Schilling (* 1968), deutsche Juristin und designierte Bremer Senatorin für Wissenschaft, Häfen und Justiz (SPD)
- Claus Schilling (1871–1946), deutscher Mediziner, Malariaforscher und Massenmörder.
- Clotilde Schilling (1858–1934), deutsche Bildhauerin und Malerin
- Curt Schilling (* 1966), US-amerikanischer Baseballspieler

### D
- Diebold Schilling der Ältere (um 1445–1485), Schweizer Chronist, Verfasser der Berner Chronik
- Diebold Schilling der Jüngere (vor 1460–1515?), Schweizer Chronist, Verfasser der Luzerner Chronik
- Diemut Schilling (* 1965), deutsche Bildhauerin und Hochschullehrerin
- Dieter Schilling (Politiker) (1799–1863), hessischer Politiker
- Dieter Schilling (Mediziner) (* 1963), deutscher Mediziner
- Dorotheus Schilling (1896–1950), deutscher Franziskaner und Japanologe

### E
- Edmund Schilling (1888–1974), deutscher Kunsthistoriker
- Eduard Schilling (1899–1971), deutscher Versandkaufmann
- Elisabeth Schilling (* 1960), deutsche Politikerin (SPD)
- Elise Schilling (1832–1907), deutsche Schriftstellerin
- Elke Schilling (* 1944), deutsche Politikerin (Bündnis 90/Die Grünen), Staatssekretärin
- Emil Schilling (1887–1963), deutscher Jurist, Richter und Erfinder; „Pionier des Computer-Zeitalters“
- Enno Schilling-Rest (1891–1976), deutscher Maler, Zeichner und Grafiker
- Erich Schilling (Gewerkschaftsfunktionär) (1882–1962), deutscher Gewerkschaftsfunktionär und Widerstandskämpfer
- Erich Schilling (Zeichner) (1885–1945), deutscher Zeichner und Karikaturist
- Erich Schilling (Mediziner), deutscher Mediziner und Hochschullehrer
- Erik Schilling (* 1984), deutscher Literatur- und Kulturwissenschaftler und Hochschullehrer
- Erna Schilling (1884–1945), Lebensgefährtin und Muse von Ernst Ludwig Kirchner und dessen Nachlassverwalterin
- Ernst Schilling (Politiker) (1809–1872), österreichischer Arzt und Politiker
- Ernst Schilling (Botaniker) (1889–1963), deutscher Botaniker und Züchtungsforscher
- Ernst Schilling (Parteifunktionär) (1901–1954), deutscher Gewerkschafter und Parteifunktionär (KPD/SED)
- Ernst Moritz Schilling (1793–??), deutscher Jurist und Hochschullehrer
- Ernst Rudolf Schilling (1728–1774), deutscher Kartograf und Kupferstecher
- Erwin Zucker-Schilling (1903–1985), österreichischer Journalist und Schriftsteller
- Eugen Schilling (1861–1941), deutscher Chemiker

### F
- Frank Schilling (Schachspieler) (* 1959), deutscher Fernschachspieler
- Frank Schilling (Unternehmer) (* 1969), deutsch-kanadischer Internet-Unternehmer
- Franz Schilling (Eisschnellläufer), österreichischer Eisschnellläufer
- Franz Schilling (Maler) (1879–1964), deutscher Kunstmaler
- Franz Schilling (Politiker) (1902–1981), deutscher Politiker (CDU), Mitglied des Ernannten Braunschweigischen Landtages
- Franz Schilling (Fußballspieler) (1910–1990), österreichischer Fußballspieler
- Franz Friedrich August Schilling (1830–1926), deutscher Glockengießer, siehe Schilling (Glockengießerfamilie) in Apolda
- Friedrich von Schilling (1584–1637), deutscher Gelehrter
- Friedrich Schilling (Mathematiker) (1868–1950), deutscher Mathematiker
- Friedrich Schilling (Historiker) (1903–1990), deutscher Historiker und Bibliothekar
- Friedrich Adolph Schilling (1792–1865), deutscher Rechtswissenschaftler
- Friedrich Gustav Schilling (1766–1839), deutscher Schriftsteller
- Friedrich Wilhelm Schilling (1914–1971), deutscher Glockengießer
- Fritz Schilling (Politiker) (1896–1970), deutscher Politiker (SPD)
- Fritz Schilling (Mediziner) (1919–2014), deutscher Rheumatologe
- Fritz Schilling (Koch) (* 1951), deutscher Koch

### G
- Gavin Schilling (* 1995), deutschamerikanischer Basketballspieler
- Georg Schilling (Maler, I), österreichischer Maler
- Georg Schilling (Politiker) (1886–1952), deutscher Taubstummenpädagoge und Politiker (Zentrum)
- Georg Schilling (Maler, 1894) (1894–1970), deutscher Kirchenmaler und Restaurator
- Georg Schilling (Rechtswissenschaftler) (* 1936), deutscher Rechtswissenschaftler und Hochschullehrer
- Georg Schilling von Cannstatt (um 1490–1554), deutscher Heerführer
- Georg Philipp Theodor Schilling, deutscher Landrat
- Georg Rudolf Schilling (1859–1933), deutscher Architekt, siehe Rudolf Schilling (Architekt)
- Gert Schilling (* 1945), deutscher Politiker (SPD)
- Gertrud Schilling (* 1949), deutsche Politikerin (Bündnis 90/Die Grünen)
- Guido Schilling (1939–2024), Schweizer Sportwissenschaftler
- Guido Schilling (Headhunter) (* 1959), Schweizer Betriebsökonom
- Günther Schilling (1930–2018), deutscher Agrikulturchemiker
- Gus Schilling (Augustus E. Schilling; 1908–1957), US-amerikanischer Schauspieler
- Gustav Schilling (1805–1880), deutscher Musikpädagoge und Autor
- Gustav Schilling (Philosoph) (1815–1872), deutscher Philosoph und Hochschullehrer
- Guus Schilling (1876–1951), niederländischer Radsportler und Radsporttrainer

### H
- Hanna Beate Schöpp-Schilling (1940–2009), deutsche Frauenrechtlerin
- Hans Schilling (Chronist) (* um 1430, † 1490), Chronist und Illustrator
- Hans Schilling (Komponist) (auch Hans Schilling-Ziemssen; 1868–1950), deutscher Komponist
- Hans Schilling (Architekt) (1921–2009), deutscher Architekt und Kirchenbauer
- Hans Schilling (Theologe) (1927–2000), deutscher Theologe
- Hans-Albrecht Schilling (1929–2021), deutscher Künstler, Farbgestalter und Designer
- Hans-Dieter Schilling (* 1936), deutscher Verfahrenstechniker und Industriemanager
- Hans-Joachim Schilling (* 1927), deutscher Jurist
- Hans-Ludwig Schilling (1927–2012), deutscher Komponist
- Heinar Schilling (1894–1955), deutscher Dichter und Schriftsteller
- Heinrich Schilling (1854–1917), deutscher Schauspieler
- Heinz Schilling (Physiker) (1929–2018), deutscher Physiker
- Heinz Schilling (Ingenieur) (* 1933), deutscher Ingenieur und Hochschullehrer
- Heinz Schilling (Historiker) (* 1942), deutscher Historiker
- Heinz Schilling (Kulturanthropologe) (* 1942), deutscher Kulturanthropologe
- Heinz-Dieter Schilling (Meteorologe) (1945–1997), deutscher Meteorologe
- Helmut Schilling (1906–1984), Schweizer Schriftsteller
- Henk Schilling (1928–2005), niederländischer Glasmaler
- Herbert Schilling (1930–2004), deutscher Boxer
- Hermann Schilling (Jurist) (1551–1621), deutscher Jurist und Bürgermeister von Rostock
- Hermann Schilling (Autor) (1871–1926), deutscher Schriftsteller
- Hermann Schilling (Bankier) (1893–1961), deutscher Bankier
- Hugo Schilling (1831–nach 1885), deutscher Ornithologe und Präparator
- Hugo Karl Schilling (1861–1931), deutscher Germanist und Hochschullehrer

### J
- Jacob von Schilling (1790–1860), russischer Offizier
- Jakob Schilling (1931–2023), Schweizer Architekt
- Jerry Schilling (* 1942), US-amerikanischer Musikmanager und Filmproduzent
- Johann Schilling (Mönch), deutscher Mönch und Prediger
- Johann August Schilling (1829–1884), deutscher Arzt, Psychiater und Schriftsteller
- Johann Friedrich Schilling (1765–1859), deutscher Maurer
- Johann Jakob Schilling (1702–1779), deutscher Mathematiker
- Johannes Schilling (1828–1910), königlich-sächsischer Bildhauer
- Johannes Schilling (Theologe) (* 1951), deutscher Theologe
- Jörg Schilling (1955–2021), deutscher Softwareentwickler
- Josef Schilling (1892–1957), deutscher Bauhandwerker und Gewerkschafter
- Joseph Schilling (Politiker) (1862–??), deutscher Politiker (SPD Elsaß-Lothringen)
- Joseph Ignaz Schilling (1702–1773), deutscher Maler
- Jost Schilling, deutscher Bildschnitzer und Formschneider
- Julius Schilling (Bankmanager) (1791–1878), deutscher Prokurist und Bankmanager
- Julius Schilling (Schriftsteller) (1800–1870), polnisch-österreichischer Schriftsteller und Numismatiker
- Julius Karl Josef Schilling (1834–1922), Romanist
- Jürgen von Schilling (1909–2008), deutscher Mediziner
- Jürgen Schilling (* 1949), deutscher Kunsthistoriker und Kurator

### K
- Karl Schilling (Regierungspräsident) (1858–1931), deutscher Verwaltungsjurist
- Karl Schilling (Pastor) (1865–1905), deutsch-baltischer Geistlicher und Märtyrer
- Karl Schilling (Politiker, 1889) (1889–1973), deutscher Politiker (NSDAP)
- Karl Schilling (Politiker, 1890) (1890–1963), deutscher Politiker (SPD), Bezirksbürgermeister von Berlin-Spandau
- Karl Schilling (Mediziner) (* 1956), deutscher Mediziner und Zellbiologe
- Karl Maria Schilling (1835–1907), norwegischer Maler der Düsseldorfer Schule
- Klaus Schillung (* 1871), siehe Claus Schilling
- Klaus von Schilling (* 1941), deutscher Germanist
- Klaus Schilling (* 1956), deutscher Informatiker und Hochschullehrer
- Kurt Schilling (Philosoph) (1899–1977), deutscher Philosoph
- Kurt Schilling (Nachrichtendienstmitarbeiter) (1922–1994), Schweizer Nachrichtendienstmitarbeiter

### L
- Lena Schilling (* 2001), österreichische Klimaaktivistin
- Lothar Schilling (Jurist) (1834–1879), deutscher Jurist
- Lothar Schilling (Mediziner) (* 1954), deutscher Neurochirurg
- Lothar Schilling (Historiker) (* 1960), deutscher Historiker
- Ludwig von Schilling (1760–1833), badischer Oberpostmeister
- Ludwig Schilling (1876–?), deutscher Klassischer Philologe

### M
- Margarete Schilling (* 1932), deutsche Autorin
- Marianne Christina Schilling (1928–2012), deutsche Schauspielerin
- Marie-Luise Schwarz-Schilling (1932–2024), deutsche Autorin und Unternehmerin
- Martina Müller-Schilling (* 1962/1963), deutsche Gastroenterologin und Hochschullehrerin
- Matthias Carl Schilling (1851–1909), deutscher Steinmetz
- Max Schilling (1852–1928), deutscher Lehrer, Historiker und Sprachforscher
- Max Schilling-Trygophorus (1858–1940), deutscher Jurist, Landgerichtsdirektor in Darmstadt
- Michael Schilling (Germanist) (* 1949), deutscher Germanist
- Michael Schilling (Handballspieler) (* 1968/1969), deutscher Handballspieler und -trainer
- Michael Schilling (Journalist) (* 1970), deutscher Journalist
- Minna Schilling (geb. Minna Petermann; 1877–1943), deutsche Politikerin (SPD)

### N
- Nicole Schilling (* 1974), deutscher Generaloberstabsarzt
- Niklaus Schilling (1944–2016), Schweizer Filmschaffender
- Nikolai Nikolajewitsch Schilling (1870–1946), russischer General
- Nikolaus Schilling (Schauspieler) (1923–2021), deutscher Schauspieler
- Nikolaus Heinrich Schilling (1826–1894), deutscher Techniker

### O
- Olaf von Schilling (1943–2018), deutscher Schwimmer
- Otto Schilling (Architekt) (?–1927), deutscher Architekt
- Otto von Schilling (1874–1929), deutschbaltischer Journalist und Redakteur
- Otto Schilling (Theologe, 1874) (1874–1956), deutscher katholischer Theologe und Hochschullehrer
- Otto Schilling (Konstrukteur), deutscher Ingenieur und Motorenkonstrukteur
- Otto Schilling (Theologe, 1949) (* 1949), deutscher katholischer Theologe, Sozialpädagoge, Pastoralreferent
- Otto Schilling-Trygophorus (1888–1976), deutscher Jurist und Musikwissenschaftler
- Otto Erich Schilling (1910–1967), deutscher Komponist und Musikkritiker
- Otto Franz Georg Schilling (1911–1973), deutsch-US-amerikanischer Mathematiker

### P
- Paul Schilling (1882–1966), deutscher katholischer Pfarrer
- Paul Ludwig Schilling von Cannstatt (1786–1837), deutsch-baltischer Orientalist und Erfinder
- Peter Schilling (* 1956), deutscher Musiker
- Peter Schilling (Wehrmachtsdeserteur) (1923–2009), deutscher Wehrmachtsdeserteur
- Peter Schilling (Glockengießer) (1930–2001), deutscher Glockengießermeister aus Apolda
- Peter Samuel Schilling (1773–1852), deutscher Insektenkundler
- Philipp Schilling (1866–1930), deutscher Ornithologe und Schulrektor

### R
- Rainer von Schilling (1935–2007), deutscher Verleger
- Rainer Schilling (Philosoph) (* 1971), deutscher Philosoph
- Regina Schilling (* 1962), deutsche Dokumentarfilmerin und Autorin
- Reiner Schilling (1943–2013), deutscher Ringer
- Reinhard Schwarz-Schilling (1904–1985), deutscher Komponist
- Roger Schilling (1961–2023), deutscher Jurist und Richter am Bundesgerichtshof
- Rolf Schilling (* 1950), deutscher Dichter und Philosoph
- Rosina Dorothea Schilling-Ruckteschel (1670–1744), pietistische Schriftstellerin
- Rosy Schilling (1888–1971), deutsche Kunsthistorikerin
- Rudolf Schilling (Architekt) (Georg Rudolf Schilling; 1859–1933), deutscher Architekt
- Rudolf Schilling (Logopäde) (1876–1964), deutscher Logopäde
- Rudolph Ernst Schilling (1728–1774), deutscher Ingenieurkapitän, Architekt und Maler

### S
- Stefan Schilling (Bildhauer) (* 1959), deutscher Bildhauer
- Stefan Schilling (Jurist) (* 1974), deutscher Jurist
- Stephan Schilling (* 1982), deutscher Politiker (Grüne Jugend)

### T
- Taylor Schilling (* 1984), US-amerikanische Schauspielerin
- Theodor Schilling (1824–1871), deutscher Verwaltungsbeamter und Politiker
- Theodor Schilling (Hochschullehrer) (* 1949), deutscher Jurist, Rechtswissenschaftler und Hochschullehrer
- Thorsten Schilling (* 1960), deutscher Journalist
- Tom Schilling (* 1982), deutscher Schauspieler
- Tom Schilling (Choreograf) (* 1928), deutscher Choreograf

### V
- Viktor Schilling (1883–1960), deutscher Arzt

### W
- Waldemar Schilling (1927–1980), deutscher Ingenieur, Werkdirektor und Volkskammerabgeordneter
- Walter Schilling (Cellist) (1873–nach 1935), deutscher Cellist
- Walter Schilling (General) (1895–1943), deutscher Generalleutnant
- Walter Schilling (Pfarrer) (1930–2013), deutscher evangelischer Pfarrer
- Werner Schilling (Theologe) (1910–1988), deutscher Theologe
- Werner Schilling (Journalist) (1931–2017), deutscher Sportjournalist
- Werner Schilling (Physiker) (1931–2019), deutscher Physiker
- Werner Bornheim gen. Schilling (1915–1992), deutscher Kunsthistoriker und Denkmalpfleger, Landeskonservator von Rheinland-Pfalz
- Wilhelm Schilling (Vogt, I), Vogt von Bornheim
- Wilhelm Schilling (Vogt, II), Vogt von Selburg
- Wilhelm Schilling (Zoologe) (1790–1874), deutscher Zoologe und Konservator
- Wilhelm Schilling (Musikpädagoge) (1902–1939), deutscher Schlosser und Musikpädagoge
- Wilhelm Schilling (Jagdflieger) (1915–2000), deutscher Jagdflieger
- William G. Schilling (1939–2019), US-amerikanischer Schauspieler
- Wolf-Dietrich Schilling (* 1936), deutscher Diplomat
- Wolfgang Schilling (Jurist) (1908–1992), deutscher Jurist
- Wolfgang Schilling (Fußballspieler, 1955) (1955–2018), deutscher Fußballspieler (Bielefeld, Berlin)
- Wolfgang Schilling (Fußballspieler, 1957) (* 1957), deutscher Fußballspieler (Jena)
- Wolfgang Schilling (Autor) (* 1957), deutscher Autor und Medienberater